# Micrurus dumerilii
Micrurus dumerilii (капуциновий кораловий аспід) — вид отруйних змій родини аспідових (Elapidae). Мешкає в Південній Америці і Панамі. Вид названий на честь французького зоолога Огюста Анрі Дюмеріля.

## Підвиди
Виділяють шість підвидів:
- Micrurus dumerilii antioquiensis Schmidt, 1936 — долина Кауки;
- Micrurus dumerilii carinicaudus Schmidt, 1936 — від північної Венесуели на захід до Колумбії;
- Micrurus dumerilii colombianus (Griffin, 1916) — північ Колумбії;
- Micrurus dumerilii dumerilii (Jan, 1858) — Колумбія (від долини Магдалени до північного Сантандера);
- Micrurus dumerilii transandinus Schmidt, 1936 — західне узбережжя Колумбії і Еквадору;
- Micrurus dumerilii venezuelensis Roze, 1989 — гори Венесуельського Прибережного хребта.

## Поширення і екологія
Капуцинові коралові аспіди мешкають в Колумбії, Еквадорі і Венесуелі, а також на крайньому сході Панами. Вони живуть у вологих тропічних лісах, хмарних лісах і сухих тропічних лісах, часто трапляються в прибережних зонах. Зустрічаються на висоті до 2133 м над рівнем моря. Ведуть наземний, напівриючий спосіб життя.